# Olinda Futebol Clube
O  Olinda Futebol Clube  é um clube brasileiro de futebol, da cidade de Olinda, no estado de Pernambuco.

## História
O Olinda Futebol Clube, fundado em 15 de novembro de 2007, tem como cores o azul claro e o laranja e é presidido pelo ex-prefeito da cidade de Olinda, Renildo Calheiros.
Fez sua estreia na Série A2 do Campeonato Pernambucano em 2010, finalizando em quarto lugar, perdendo o acesso no saldo de gols para o Petrolina. Nos anos seguintes continuou fazendo boas campanhas, mas sem conseguir conquistar o acesso, perdendo a vaga em 2012 para o  Chã Grande, após dois resultados iguais no mata-mata e em 2013 novamente chegou na semifinal e foi eliminado pelo América
Após bater na trave no sonhado acesso, o clube participou dos campeonatos de 2014 e 2015, mas não conseguiu repetir as boas campanhas e não se classificou para as fases finais.
No ano seguinte, apesar de cotado, o clube desistiu de disputar a Série A2 de 2016 por falta de apoio. Após o episódio o Time do Carnaval licenciou-se, não disputando competições profissionais até então.

## Desempenho em Competições

### Campeonato Pernambucano - Série A2
| Ano  | Posição |
| 2010 | 4º      |
| 2011 | 5º      |
| 2012 | 4°      |
| 2015 | 5°      |